# Anse du Mé River
Der Anse du Mé River ist ein Fluss im Norden von Dominica im Parish Saint Andrew.

## Geographie
Der Anse du Mé River entspringt südlich von Torité auf ca. 250 m über dem Meer, auf einer Anhöhe über dem Bras de Fort Estate und fließt zunächst nach Nordosten, wendet sich dann bei Welsh nach Norden und nähert sich dem Torite River. Er fließt jedoch gerade nach Norden und mündet bei Bense in der Anse du Mai in den Atlantik. Im Quellgebiet ist auch der Bras de Fort River benachbart und östlich schließt sich das Einzugsgebiet des Hampstead River an.
Der Fluss ist ca. 4,2 km lang.